# جو لاندو
جو لاندو (به انگلیسی: Joe Lando) (زاده ۹ دسامبر ۱۹۶۱) بازیگر آمریکایی است.
از کارهای معروف او می‌توان به سریال پزشک دهکده اشاره کرد.

## فیلم‌شناسی

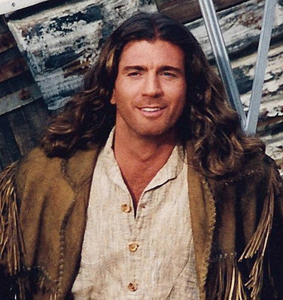
جو لاندو در نقش سالی در سریال پزشک دهکده. سال ۱۹۹۸

- پزشک دهکده(۱۹۹۳-۱۹۹۹-۲۰۰۱)
- کاملاً احتیاط(۲۰۱۱)
- راز دایره(۲۰۱۲)
- ربوده/توقف(۲۰۱۲)
- آب شیرین(۲۰۱۴)
- سقوط زمین(۲۰۱۴)
- دوستی (۲۰۲۰)